# Krakatoa (Kurzfilm)
Krakatoa ist ein dokumentarischer Kurzfilm, der 1934 den Oscar als Bester Kurzfilm – Novelty gewann.

## Filmgegenstand
Der Film handelt von der Vulkaninsel Krakatau, die in einer Meerenge zwischen den indonesischen Inseln Sumatra und Java liegt. Seit 1927 war ein neuer vulkanischer Unterwasser-Kegel am Rand der schon bestehenden Vulkaninselgruppe aktiv, der in den folgenden Jahren allerdings nicht dauerhaft über den Meeresspiegel ragen konnte. Im August 1930 dann reichte die erhöhte Aktivität des Vulkans aus, um als Anak Krakatau einen neuen Teil der Inselgruppe zu bilden. Im September 1932 ragte er schon 47 Meter aus dem Meer heraus, im Jahr der Veröffentlichung des Films waren es 67 Meter, der weite Krater des Vulkans maß gut 700 Meter im Durchmesser.

## Produktion und Hintergrund
Krakatoa wurde von Joe Rock für Educational Pictures produziert, ein Filmstudio, das ansonsten vor allem Komödien drehte und unter anderem den ehemaligen Stummfilm-Star Buster Keaton unter Vertrag hatte. Für den Vertrieb in den USA war die Firma Fox Film Corporation verantwortlich. Auf dem die Premiere des Films begleitenden Poster wurden den Zuschauern „erste sensationelle Bilder des unterseeisch eruptierenden Vulkans“ versprochen, das Naturschauspiel wurde als die „furchterregende Pracht des tückischsten Infernos der Welt“ angepriesen.
1966 wurde für die Library of Congress eine überarbeitete Version des Films erstellt. Der Erzähler wurde jetzt vom Schauspieler Joseph Cotten gesprochen.

## Auszeichnungen
Der Kurzfilm gewann bei der Oscarverleihung 1934 den Oscar in der Kategorie Bester Kurzfilm – Novelty.